# General Motors Europe

Logo

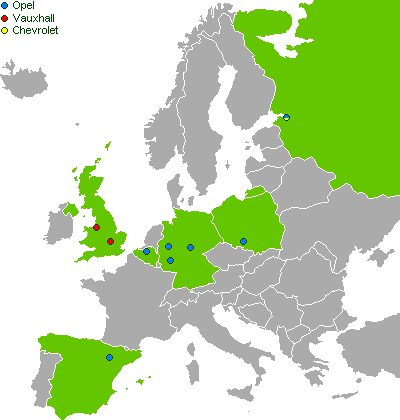
GM Europe autofabrieken in 2009

General Motors Europe (vaak afgekort tot GM Europe) was de Europese divisie van het Amerikaanse automobielconcern General Motors (GM). Per jaarultimo 2015 werd de verkoop van het merk Chevrolet in Europa gestaakt. Vanaf augustus 2017 is General Motors nagenoeg niet meer actief op de Europese markt, Opel en Vauxhall zijn overgenomen door de PSA Groupe.

## Geschiedenis
De divisie werd in 1986 opgericht en was verantwoordelijk voor alle activiteiten van General Motors in Europa. In 2005 telde GM Europe elf productie- en assemblagefabrieken in acht Europese landen en had het zo'n 64.500 werknemers.
Het bedrijf is actief geweest met de merken Buick, Cadillac, Chevrolet, Oldsmobile, Pontiac, Bedford, Opel en Vauxhall. Veel modellen waren rechtstreeks vanuit Amerika geïmporteerd en werden aangepast aan de Europese normen, echter waren er ook eigen ontwerpen van Opel / Vauxhall.
In 2008 was GM in grote financiële problemen geraakt en besloot de Europese tak af te stoten. Een groep bedrijven onder leiding van het Canadese Magna wilde Opel overnemen. Saab Automobile en Vauxhall zouden ook worden verkocht. De verkoop van Opel werd op 10 september 2009 afgerond: Magna en de Russische staatsbank Sberbank kocht 55% van de aandelen, het Opel-personeel 10% en GM hield een belang van 35%. Op 4 november 2009 zag GM echter af van de verkoop van Opel vanwege "verbeterde vooruitzichten", maar ook het vooruitzicht van staatssteun. De Duitse overheid was bereid om 4,5 miljard euro aan Opel te lenen, op voorwaarde dat Magna het bedrijf zou overnemen. Onder druk van Europees Commissaris Neelie Kroes liet de overheid echter weten dat de steun niet afhankelijk is van de eigenaar van Opel. Dat hielp GM besluiten Opel in eigen hand te houden.
In 2013 verkocht GM Europe zo'n 1,5 miljoen auto's, waarmee het een marktaandeel had van 8,3%. Een derde van de verkochte auto's is een Chevrolet, maar GM staakte eind 2015 de verkoop van dit automerk in Europa. De Europese activiteiten zijn zwaar verlieslatend, in 2013 was dit US$ 0,8 miljard, een verbetering versus 2012 toen een verlies van bijna US$ 2 miljard werd genoteerd. Er werd in de capaciteit gesneden, de fabriek in Antwerpen werd in 2010 gesloten en de vestiging in het Duitse Bochum volgde in 2015. Bij deze laatste fabriek werkten toen nog 3000 medewerkers. Per eind 2013 werkten er 35.000 bij GM Europe, een daling van 4000 medewerkers sinds ultimo 2011.
In augustus 2017 werden Opel en Vauxhall verkocht aan PSA Groupe voor 2,2 miljard euro. De omvang van PSA, gemeten naar omzet en voertuigenproductie, nam hiermee met een derde toe. In 2016 waren de marktaandelen van de verschillende merken: Opel/Vauxhall 6,7%, Peugeot 5,8%, Citroën 3,6% en DS 0,4%. Het gezamenlijk marktaandeel op de Europese automarkt komt hiermee op 16,5%, waarmee PSA Groupe na Volkswagen AG (23,9%) de grootste autoverkoper in Europa is geworden.
- Library of Congress Control Number: no2015039777
- Virtual International Authority File: 305175042